# قوة كلمة السر

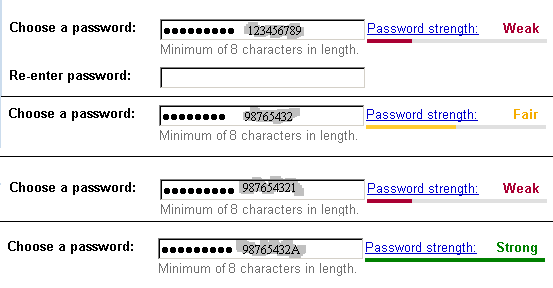
تقييم لقوة كلمة السر

قوة كلمة السر هو مقياس لمدى فعالية كلمة السر في مقاومة التخمين والتخطي. كلمة السر القوية تتميز بالطول، التعقيد، وعدم إمكانية التنبؤ بها. كلمات السر دخلت في كل شيء تقريباً، فأنت تحتاج كلمة السر لتفتح البريد الالكتروني، جهاز الهاتف المحمول، أنظمة التشغيل والخزنات الإلكترونية. وفي ظل هذه الحاجة إلى كلمات السر لأمور ذات أهمية عالية اقتضى ذلك اِخْتِيَار كلمات سر ذات تشفير عالي ووثوقية تامة. بحيث لا يمكن لأحد توقعها أو تركيبها ولا يمكن أن تقوم برامج تكوين كلمات السر العشوائية بتخمينها. لتكوين كلمة سر قوية فيجب أن تتمتع بخصائص معينة; كلمة السر يجب أن لا تكون مكونة من كلمة واحدة معروفة مثل اسم الشخص أو رقم هاتفه… وإنما كلمات السر الأقوى هي التي تكون مكونة من اختصار أول حرف لكل كلمة في جملة بحيث تكتب جملة مكونة من عدد من الكلمات ثم تجمع أول حرف من كل كلمة. حاول أن تحتوي كلمة السر الخاصة بك على الأرقام إلى جانب الحروف، كما اجعل الكلمة مكونة من حروف كبيرة وصغيرة فهذا الإجراء خاص ببرامج تركيب كلمات السر العشوائية، فبهذه الطريقة يجب أن يقوم البرنامج بعدد محاولات أكبر وفي حال كانت الكلمة مكونة من حروف أكثر يستوجب على البرنامج القيام بمحاولات إضافية، وهذا يستغرق وقت أطول. استخدام كلمات مرور قوية يقلل من مخاطر الإخترقات الأمنية، وتصعب المهمة على جميع من يحاول كسر كلمة السر الخاصة سواء كان قرصان أو برنامج.
ولكن كلمات السر قوية لا يغني عن غيرها من الضوابط الأمنية الفعالة.[مبهم]